# Palaeosyops
Palaeosyops ist ein urtümlicher Vertreter der Brontotheriidae, einer ausgestorbenen Familie aus der Gruppe der Unpaarhufer. Das kleine Tier von den Ausmaßen heutiger Tapire lebte im Mittleren Eozän vor 46 bis 50 Millionen Jahren und ist hauptsächlich aus Nordamerika bekannt, einzelne Fossilreste stammen jedoch auch aus Südasien. Funde von Palaeosyops sind recht häufig dokumentiert, der hornlose Brontotherien-Vertreter bewohnte Rekonstruktionen zufolge dichte Wälder.

## Merkmale
Palaeosyops ist mit einer Kopf-Rumpf-Länge von 200 cm und einer Schulterhöhe von 100 cm ein kleiner Vertreter der Brontotheriidae und erreichte etwa die Größe eines heutigen Tapirs. Charakteristisch war sein breiter, gedrungener, mit ausladenden Jochbeinbögen versehener Schädel, der zwischen 39 und 42 cm lang wurde und ein kurzes und rechtwinkliges Hinterhauptsbein besaß. Das Nasenbein war robust und nach unten gebogen. Es besaß im Gegensatz zu den moderneren Brontotherien des späten Eozäns noch keine knöchernen Hornbildungen. Die Stirnlinie war noch teils konvex gewölbt, das paarige Scheitelbein formte dazu einen markanten Scheitelkamm.

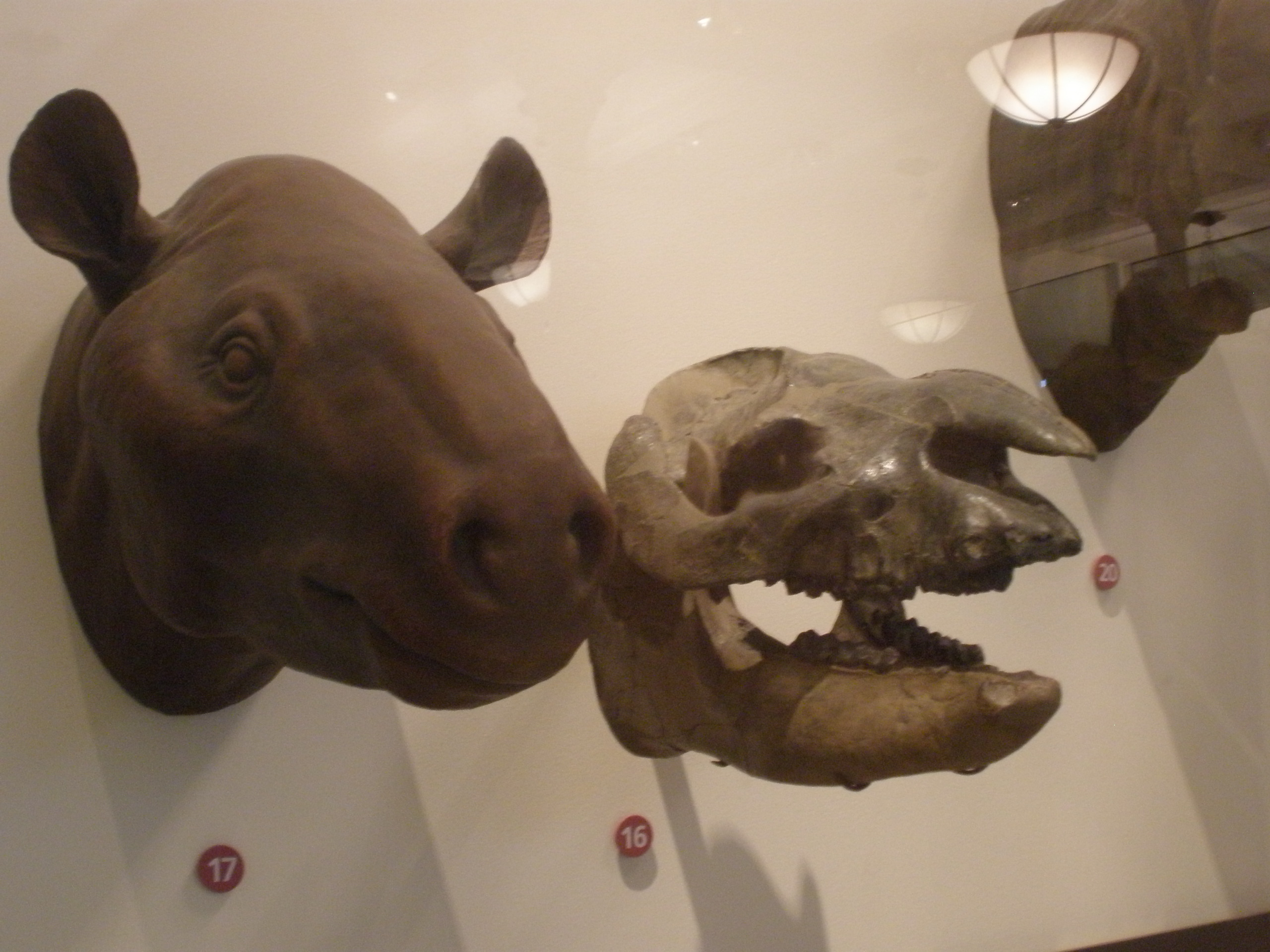
Schädel und Kopfrekonstruktion von Palaeosyops

Im Gebiss wies Palaeosyops die vollständige Bezahnung früher Säugetiere auf, die entsprechende Zahnformel lautete: {\displaystyle {\frac {3.1.4.3}{3.1.4.3}}} Der Eckzahn war vergleichsweise sehr groß, zum hinteren Gebiss bestand ein mehr oder weniger großes Diastema, das wesentlich deutlicher im Unterkiefer ausgeprägt war und hier maximal 8 mm Länge erreichen konnte. Die Prämolaren waren kaum molarisiert und ähnelten den Molaren daher nicht. Diese waren niederkronig (brachyodont) und wiesen stark gefalteten Zahnschmelz auf, der zungenseitig an den oberen hinteren Backenzähnen zwischen den vorragenden Punkten Metastylid und Parastylid einen für Brontotherien typischen W-artigen Verlauf hatte. Der größte Zahn war der hinterste Molar mit bis zu 4,2 cm Länge.
Das postcraniale Skelett ist weitgehend vollständig bekannt, unterscheidet sich allerdings bis auf seinen schlankeren Bau nur wenig von dem anderer Brontotherien. Der Oberarmknochen wurde 29 cm lang, der Radius war mit 23 cm deutlich kürzer. Ein ähnliches Verhältnis bestand zwischen Oberschenkelknochen und Schienbein mit 36 zu 29 cm. Die Vorderfüße endeten in vier (Metacarpus II bis V), die Hinterfüße in drei Strahlen (Metatarsus II bis IV), ein urtümliches, heute nur bei Tapiren zu findendes Merkmal der Unpaarhufer. Der Schwerpunkt lag wie bei den meisten Unpaarhufern jeweils auf dem dritten Strahl. Im Gegensatz zu den weiter entwickelten Brontotherien war jedoch der dritte Mittelfußknochen mit 11 cm Länge etwas ausgeprägter als der entsprechende Mittelhandknochen mit seinen 10 cm Länge.

## Fundstellen
Funde von Palaeosyops sind sowohl aus Nordamerika als auch aus Südasien bekannt, der größte Teil entstammt aber der Bridger-Formation im US-Bundesstaat Wyoming. Diese Formation umfasst zwei trennbare Gesteinseinheiten, einmal das liegende Blacks Fork Member und das sich im Hangenden befindende Twin Buttes Member; beide Einheiten sind wiederum in insgesamt vier Untereinheiten unterscheidbar (Bridger A bis D, jeweils zwei pro Einheit). Aus diesen beiden Einheiten stammt zahlreiches Fossilmaterial dieses urtümlichen Brontotherien-Vertreters, das insgesamt mehr als 40 Individuen umfasst, darunter mehrere, teils vollständige Schädel. Weiteres Fundmaterial ist aus dem oberen Bereich der Huerfano-Formation in Colorado bekannt, welches stratigraphisch älter, allerdings auch weniger gut erhalten ist, als jenes aus der Bridger-Formation. Bemerkenswert sind Zahn- und Gebissfunde von Palaeosyops, die in der Margaret-Formation an der Westküste der Ellesmere-Insel im hohen Norden Kanadas gefunden wurden und die nördlichsten Funde dieser Gattung repräsentieren. Sie zeigen etwas modernere Entwicklungen als die Funde aus den mittleren Breiten der USA und stammen von Tieren, die wohl aus dem Süden eingewandert sind, wobei es möglicherweise zu einer Anpassung an die Bedingungen von Polarnacht und Polartag kam. Alle bisher bekannten Funde Nordamerikas sind dem Mittleren Eozän von vor 46 bis 50 Millionen Jahren zuzuschreiben (lokalstratigraphisch Bridgerium). Außerhalb Nordamerikas wurden 2011 Zahn- und Oberkieferfunde aus der Kuldana-Formation nahe Ganda Kas in Pakistan beschrieben, die sich seit der ersten Hälfte des 20. Jahrhunderts in der Münchener Akademie der Wissenschaften befinden und ebenfalls ins Mitteleozän gestellt werden.

## Paläobiologie
Palaeosyops zeigt im Schädelbau möglicherweise einen Sexualdimorphismus. Männliche Tiere zeichneten sich dabei durch einen robusteren Schädel mit einem deutlichen und breiteren Scheitelkamm aus, der sich in einem scharfen Winkel von den Scheitelbeinhälften abhob. Dagegen sind Schädel von weiblichen Tieren eher grazil, der Scheitelkamm ist dünner und nicht so markant von den Scheitelbeinhälften abgesetzt. Individuell treten auch einige Variationen im Bau der Molaren auf, etwa zusätzliche Zahnschmelzfalten, die ursprünglich als Ausdruck unterschiedlicher Gattungen aufgefasst wurden. Die Backenzähne zeigen zudem typische Schliffmuster auf, die eine hauptsächliche Ernährung von weicher Pflanzenkost (browsing) anzeigen, wobei Blätter dominant waren. Eine Ernährung von gemischter Pflanzenkost konnte nicht aufgezeigt werden. Palaeosyops lebte in dichten, teils regenreichen Urwäldern.

## Systematik
Palaeosyops ist eine ausgestorbene Gattung aus der Familie der Brontotheriidae, einer urtümlichen Gruppe von Unpaarhufern, die aufgrund der Gestaltung der Backenzähne in die Nähe der heutigen Pferde gestellt wird. Dabei stellt Palaeosyops eine recht urtümliche Form der Brontotherien dar und bildet die Schwesterklade zu allen moderneren Gattungen dieser Familie, lediglich Eotitanops wird als basaleres Taxon eingestuft. In seiner Überarbeitung der Brontotherien stellte Henry Fairfield Osborn 1929 Palaeosyops in die monotypische Unterfamilie der Palaeosyopinae, dies wurde 2008 von Matthew C. Mihlbachler verworfen, da möglicherweise auch einige unspezifische, bisher nur pro forma zu Palaeosyops gestellte Fossilien aus Asien zu dieser Gruppe gezählt werden müssten. Eine Revision von Bryn J. Mader aus dem Jahr 2010 erkennt die Unterfamilie jedoch als valide an, ohne allerdings die asiatischen Funde zu berücksichtigen.
Mehr als ein Dutzend Arten waren von Palaeosyops beschrieben worden, allgemein gültig sind heute folgende:
- P. dayi (Dehm & Oettingen-Spielberg, 1958)
- P. fontinalis (Cope, 1873)
- P. paludosus Leidy, 1870
- P. robustus (Marsh, 1872)

Weitere noch vor wenigen Jahren gültige Arten waren mit P. laticeps und P. laevidens beschrieben worden, erstere wurde 2010 mit P. robustus, letztere mit P. paludosus synonymisiert. P. dayi war ursprünglich in die Nähe von Eotitanops gestellt worden, neue Begutachtungen des Fundmaterials im Jahr 2011 ergaben jedoch eine nähere Beziehung zu Palaeosyops.
Die ersten bekannten Funde von Palaeosyops umfassten vier einzelne Unter- und Oberkieferbackenzähne, die am Church Buttes nahe Fort Bridger am Zusammenfluss des Big Sandy River in den Green River in Wyoming gemeinsam mit anderen Wirbeltierfossilien zu Tage kamen und der Bridger-Formation zuzuweisen sind. Diese beschrieb Joseph Leidy im Jahr 1870 und erkannte dabei Ähnlichkeiten zu Palaeotherium, einem frühen Pferdeartigen, aber auch zu Chalicotherium, einem ausgestorbenen Unpaarhufer, nahe verwandt mit den Tapiren und Nashörnern, und zu Titanotherium, einem Brontotherien-Vertreter, der heute mit Megacerops gleichgestellt ist. Ein 1872 von Othniel Charles Marsh vorgestellter Schädel, den er zur Gattung Limnohyus stellte, ist ebenfalls identisch mit Palaeosyops, ebenso wie der von ihm 1890 geprägte Begriff Limnohyops. Osborn bestimmte 1929 anhand des Erstfundmaterials einen Lectotyp, der einen zweiten Unterkiefermolar umfasst (Exemplarnummer USNM 759). Gleichfalls synonym zu Palaeosyops ist die von Osborn 1919 anhand eines schlecht erhaltenen Schädels aufgestellte Gattung Eometarhinus, welche ursprünglich als Vorfahr von Metarhinus gesehen wurde, heute aber zu Palaeosyops gestellt wird.